# Павликово (Нижегородская область)
Па́вликово — деревня в Вачском районе Нижегородской области. Входит в состав Чулковского сельсовета.
В прошлом — деревня Красненского прихода Загаринской волости Муромского уезда Владимирской губернии. Находится на расстоянии около 1,5 км на юг от села Красно.

## Из истории
- В писцовых книгах 1628—1630 годов значится: «деревня Павликова, в ней тогда было 22 двора крестьянских, 11 бобыльских и 6 дворов пустых».
- В окладных книгах Рязанской епархии за 1676 год в составе прихода села Красно упоминается деревня Павликово, в которой 25 дворов крестьянских и 11 бобыльских.
- В 1840-х годах Павликово входило в состав владений князя Сергея Григорьевич Голицына[2].
- В «Историко-статистическом описании церквей и приходов Владимирской Епархии» за 1897 год сказано, что в Павликово 38 дворов.

## Население
| 1859 | 1905 | 1926 | 1999 | 2002 | 2010 |
| ---- | ---- | ---- | ---- | ---- | ---- |
| 268  | ↘217 | ↗228 | ↘4   | ↘1   | ↘0   |

## Павликово сегодня
Сегодня в Павликово нет никаких предприятий, учреждений, торговых точек. По оценке газеты «Нижегородские новости» Павликово «очень малочисленно».
Добраться до Павликово можно по автодороге Р125 Муром — Нижний Новгород, повернув у Федурино (рядом с поворотом на Вачу) в сторону Чулково, проехав по асфальтированной дороге около 10 км, съехать с неё налево и проехать ещё примерно 3 км по дороге по полю, что на обычном легковом автомобиле несложно только в сухую погоду. Также имеется полевая дорога до села Красно.